# Мурсалімкіно
Мурсалі́мкіно (рос. Мурсалимкино) — село у складі Салаватського району Башкортостану, Росія. Адміністративний центр Мурсалімкінської сільської ради.
Населення — 2203 особи (2010; 2522 в 2002).
У період 1989-2004 років село мало статус селища міського типу. До цього існувало село Калмакулово та станційне селище Мурсалімкіно.